# Weißspitze (Venedigergruppe)
Weißspitze är ett berg i Österrike. Det ligger i distriktet Lienz och förbundslandet Tyrolen, i den centrala delen av landet. Toppen på Weißspitz är 3 300 meter över havet, eller 185 meter över den omgivande terrängen.
Den högsta punkten i närheten är Rainerhorn, 3 559 meter över havet, 3,5 km nordväst om Weißspitz.
Trakten runt Weißspitz består i huvudsak av kala bergstoppar och isformationer.